# Vasum ceramicum
Vasum ceramicum (denominada, em inglês, ceramic vase ou Ceram vase; esta última nomeação relativa à ilha de Ceram, na Indonésia) é uma espécie de molusco gastrópode marinho do Indo-Pacífico (entre a África Oriental e a Polinésia), pertencente à família Turbinellidae (outrora na família Vasidae); originalmente classificada por Carolus Linnaeus, em 1758, e nomeada Murex ceramicus (no gênero Murex) em sua obra Systema Naturae, sendo a espécie-tipo de seu gênero.

## Descrição da concha e hábitos
Concha sólida e pesada, de coloração branca ou creme, com grandes manchas em marrom; de espiral alta; com pouco mais de 15 centímetros de comprimento, quando desenvolvida; dotada de fortes espinhos, em sua área mais larga e em sua última volta. Columela dotada de três pregas, esta e a abertura brancas.
É encontrada em águas da zona entremarés e zona nerítica, principalmente em fundos de arrecifes rochosos e de recifes de coral até os 20 metros de profundidade. Os animais da família Turbinellidae são predadores.

## Distribuição geográfica
Vasum ceramicum é uma espécie do Indo-Pacífico, distribuída desde o leste da África (África Oriental) até o leste da Polinésia, incluindo Filipinas; porém ausente no Mar Vermelho.

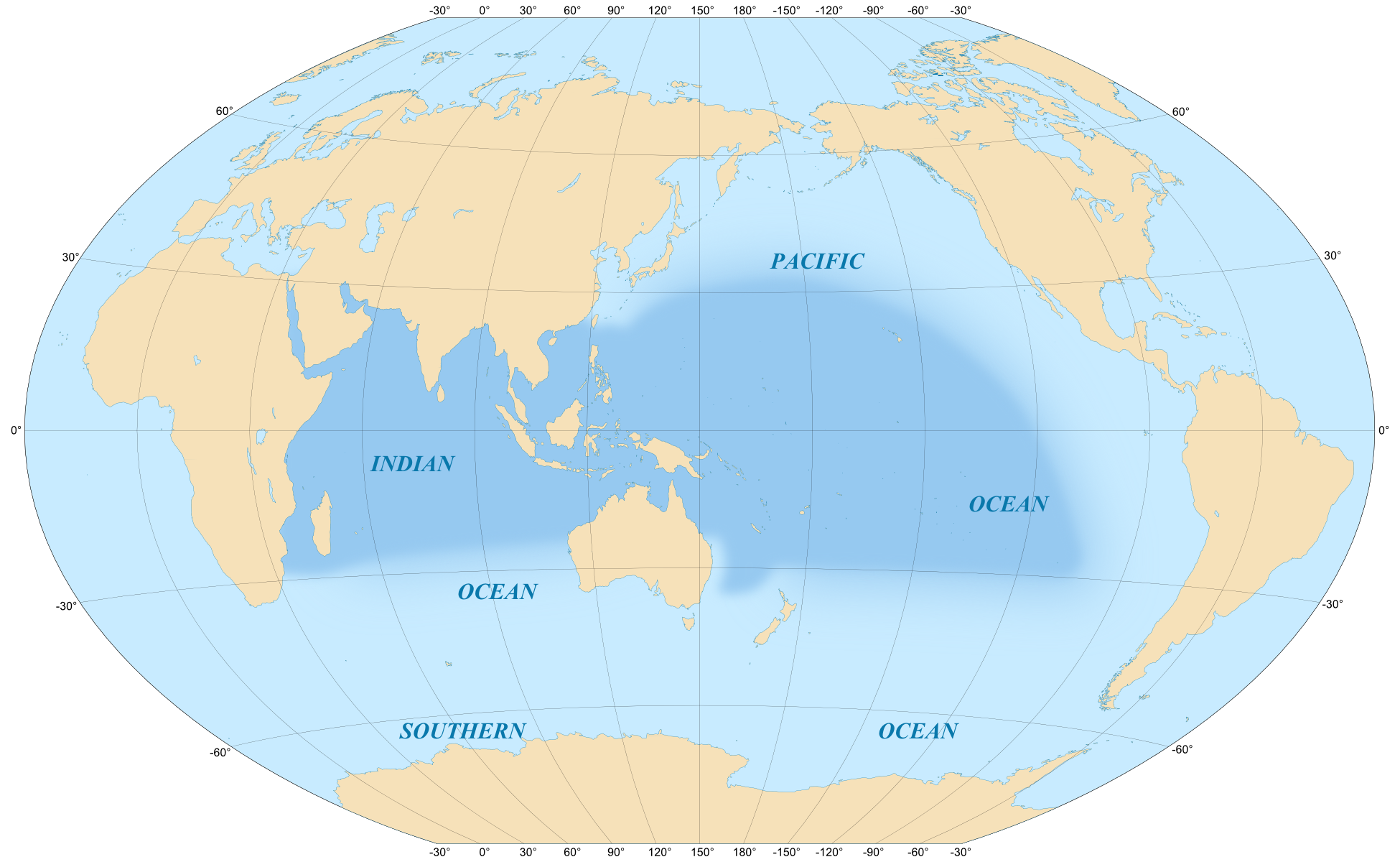
O litoral da região do Indo-Pacífico é a área de ocorrência de V. ceramicum.

## Uso humano
Sua carne é usada como alimento ou como isca pelos pescadores, e a concha, grossa, como fonte de cal. Também é vendida para coleções de conquiliologistas.